# Kalksteinbruch südlich Erwitte
Koordinaten: 51° 36′ 1″ N, 8° 20′ 40″ O
Das Naturschutzgebiet  Kalksteinbruch südlich Erwitte liegt auf dem Gebiet der Stadt Erwitte im Kreis Soest in Nordrhein-Westfalen.
Das Gebiet erstreckt sich südlich der Kernstadt Erwitte zwischen der westlich verlaufenden Landesstraße L 734 und der östlich verlaufenden Berger Straße (= L 735). Östlich liegt das 51,43 ha große Naturschutzgebiet Kalksteinbrüche südöstlich Erwitte. Nördlich verläuft die B 1 und südlich die A 44.

## Bedeutung
Für Erwitte ist seit 1991 ein 22,71 ha großes Gebiet unter der Schlüsselnummer SO-035 als Naturschutzgebiet ausgewiesen.